# Massif de Brasilia
Le Massif cristallin de Brasilia ou bouclier de Brasilia est un ancien fondement formé de roches cristallines qui forment un manteau de basalte situé dans le centre et l'est de l'Amérique du Sud, s'étendant sur 4 000 kilomètres entre ses extrémités nord-est et sud-est. 
Il mesure entre 20 et 139,5 m d'épaisseur, se trouve en surface ou enterré sous des sédiments d'épaisses variations. Les principales rivières des bassins de l'Amazonie et du Río de la Plata circulent généralement par des failles qui affectent sa structure.